# S. Epatha Merkerson
Sharon Epatha Merkerson (Saginaw, Míchigan, 28 de noviembre de 1952) es una actriz de cine, teatro y televisión estadounidense. Ha recibido numerosos reconocimientos por su trabajo, incluyendo un premio Emmy, un Globo de Oro, un premio del Sindicato de Actores, cuatro premios NAACP Image, dos premios Obie y dos nominaciones al premio Tony. Es conocida por su interpretación de la teniente Anita Van Buren en la serie de dramática policial Law & Order, un papel que interpretó de 1993 a 2010.

## Filmografía

### Películas
| Año  | Título                        | Rol                   | Notas |
| ---- | ----------------------------- | --------------------- | ----- |
| 1986 | She's Gotta Have It           | Doctora Jamison       |       |
| 1990 | Loose Cannons                 | Rachel                |       |
| 1990 | Jacob's Ladder                | Elsa                  |       |
| 1990 | Navy Seals                    | Jolena                |       |
| 1991 | Terminator 2: el juicio final | Tarissa Dyson         |       |
| 1999 | Random Hearts                 | Nea                   |       |
| 2001 | The Rising Place              | Lessie Watson         |       |
| 2003 | The Zoboomafoo Movie          | African Hotel Manager |       |
| 2003 | Radio                         | Maggie                |       |
| 2004 | Jersey Girl                   | Doctora               |       |
| 2006 | Black Snake Moan              | Angela                |       |
| 2007 | Slipstream                    | Bonnie                |       |
| 2009 | The Six Wives of Henry Lefay  | Effa                  |       |
| 2009 | Mother and Child              | Ada                   |       |
| 2012 | Find Our Missing              | Ella misma            |       |
| 2012 | Lincoln                       | Lydia Smith           |       |
| 2013 | Tyler Perry Presents Peeples  | Daphne Peeples        |       |
| 2015 | The Challenger                | Jada                  |       |
| 2016 | Year by the Sea               | Liz                   |       |
| 2023 | We Grown Now                  | Anita                 |       |

### Televisión
| Año           | Tpitulo                      | Rol                             | Notas                             |
| ------------- | ---------------------------- | ------------------------------- | --------------------------------- |
| 1986–1989     | Pee-wee's Playhouse          | Reba la mujer del correo        | 16 episodios                      |
| 1988          | The Cosby Show               | Miembro del club de lectura # 5 | episodio: "Bookworm"              |
| 1989          | CBS Summer Playhouse         | Jimmie                          | episodio: "Elysian Fields"        |
| 1990          | Equal Justice                | Sra. Walters                    | episodio: "Pilot"                 |
| 1991          | Law & Order                  | Denise Winters                  | episodio: "Mushrooms"             |
| 1992          | Mann & Machine               | Capt. Margaret Claghorn         | 9 episodios                       |
| 1992–1993     | Here and Now                 | Sra. St. Marth                  | 12 episodios                      |
| 1993–2010     | Law & Order                  | Anita Van Buren                 | 388 episodios                     |
| 1994          | A Place for Annie            | Alice                           |                                   |
| 1995          | A Mother's Prayer            | Ruby                            |                                   |
| 1998          | Exiled                       | Anita Van Buren                 |                                   |
| 2000          | Frasier                      | Dra. McCaskill                  | episodio: "Dark Side of the Moon" |
| 2001          | Art:21                       | Ella misma                      | episodio: "Spirituality"          |
| 2001          | A Girl Thing                 | Lani                            |                                   |
| 2002          | Law & Order: Criminal Intent | Anita Van Buren                 | episodio: "Badge"                 |
| 2005          | Law & Order: Trial by Jury   | Anita Van Buren                 | episodio: "Skeleton"              |
| 2005          | Lackawanna Blues             | Rachel "Nanny" Crosby           |                                   |
| 2007          | The Closer                   | Dra. Rebecca Dioli              | 3 episodios                       |
| 2007          | Girl, Positive               | Ariel Winters                   |                                   |
| 2012          | Drop Dead Diva               | Juez Hiller                     | episodio: "Lady Parts"            |
| 2013          | The Good Wife                | Juez Melanie Ellis              | episodio: "Going for the Gold"    |
| 2013          | Deception                    | Beverly                         | 3 episodios                       |
| 2014          | The Gabby Douglas Story      | Miss Caroline                   |                                   |
| 2015          | Being Mary Jane              | Mark's mother                   | episodio: "Freedom"               |
| 2015–presente | Chicago Fire                 | Sharon Goodwin                  | 5 episodios                       |
| 2015–presente | Chicago Med                  | Sharon Goodwin                  | Principal                         |
| 2016–presente | Chicago P.D.                 | Sharon Goodwin                  | 5 episodios                       |